# Aymen Benabderrahmane
Aymen Benabderrahmane (arabisk: أيمن بن عبد الرحمان) er en algerisk politiker, der har været Algeriets premierminister siden 30. juni 2021. Inden da var han Algeriets finansminister fra juni 2020 til februar 2022.